# 金平亮三
金平亮三（1882年1月1日—1948年11月27日），出生於日本岡山縣，森林學家，臺灣總督府中央研究所林業部部長，九州帝國大學農學部教授，對台灣林業產業與研究奠下基礎。

## 生平
生於1882年1月1日。1907年，金平亮三自東京帝國大學農科大學畢業，隨即以自費旅行展開其林學研究，遠赴北美、英、法、德、瑞、奧等國。

### 在臺期間
1909年，金平亮三至臺灣擔任臺灣總督府技師。1911年後，民政部殖產局林業試驗場成立，他擔任負責林業試驗場的主事。當時日人對臺灣樹木的知識仍無法全面性掌握，連他甚至尚無法說出烏心石舅之名。他收集資訊得力畢業於大稻埕公學校（今臺北市大同區太平國民小學）與農事試驗場農事講習生甲科的臺北廳人林學周。
在林業試驗場任職時，金平亮三便經常與埃爾默·德魯·美林聯絡，央求比對其自臺灣本島或鄰近島嶼採集的植物標本是否為新種。金平亮三所發表的新植物約有二十種。。
1910年代初期及中期，佐佐木舜一在金平亮三的指導下，進行臺灣藥用植物的長期性調查，範圍涵蓋全臺各廳和澎湖島嶼，該書於後以《綱要臺灣民間藥用植物誌》出版，開啟臺灣民間藥用植物利用系統研究之先。1912年，臺灣博物學會在國語學校教室的一場例會，金平亮三聆聽早田文藏「臺灣植物調查之必要、沿革及植物區系」的演講，研究受其啟發。
1913年，臺灣總督府命令金平亮三以林務課兼林業試驗場勤務，擔任林產物利用及繁殖試驗調查之林業試驗場本務，林務課事務改為兼掌。他所親自進行並由其指導力同僚的試驗包括持續三回的奎寧栽培試驗、持續二回的臺灣產木材強弱試驗、臺灣產（移植）柚木材之強弱試驗、臺灣產針葉樹葉之樹脂溝配列、臺灣產林木之燐寸軸木試作及其材質試驗、木麻黃菌根接種試驗等。
1913年4月，金平亮三受命前往南洋爪哇、婆羅洲、菲律賓、香港及華南展開約90天的橡膠、椰子栽培作業調查、貿易調查，及熱帶有用植物苗種購入任務，考察所得撰成〈南洋諸島視察復命書〉。1914年，日本軍艦南洋巡航之際，臺灣總督府再以南支南洋施設費名義編列1,600圓，令金平亮三隨船出張前往馬里亞納群島、馬紹爾群島、加羅林群島進行四個月的森林地質及產業調查。
威尔荪在1918年東洋調查旅行的最終站來到臺灣，金平亮三陪伴其踏查臺灣的森林樹種。1920年12月15日，金平亮三在臺灣獲得博士學位。
1921年，金平亮三再度受命前往南洋出差，任務是熱帶有用植物調查。他該年8月由基隆港出發，經香港抵達可倫坡，約6個月，期間考察印度、緬甸、荷屬東印度、錫蘭、爪哇島、馬來半島，直到1922年初歸臺。同年10月5日，他即在總務長官官邸演講「熱帶林業觀」。他在南洋總計採集2,321種植物，標本累積10,000件以上。

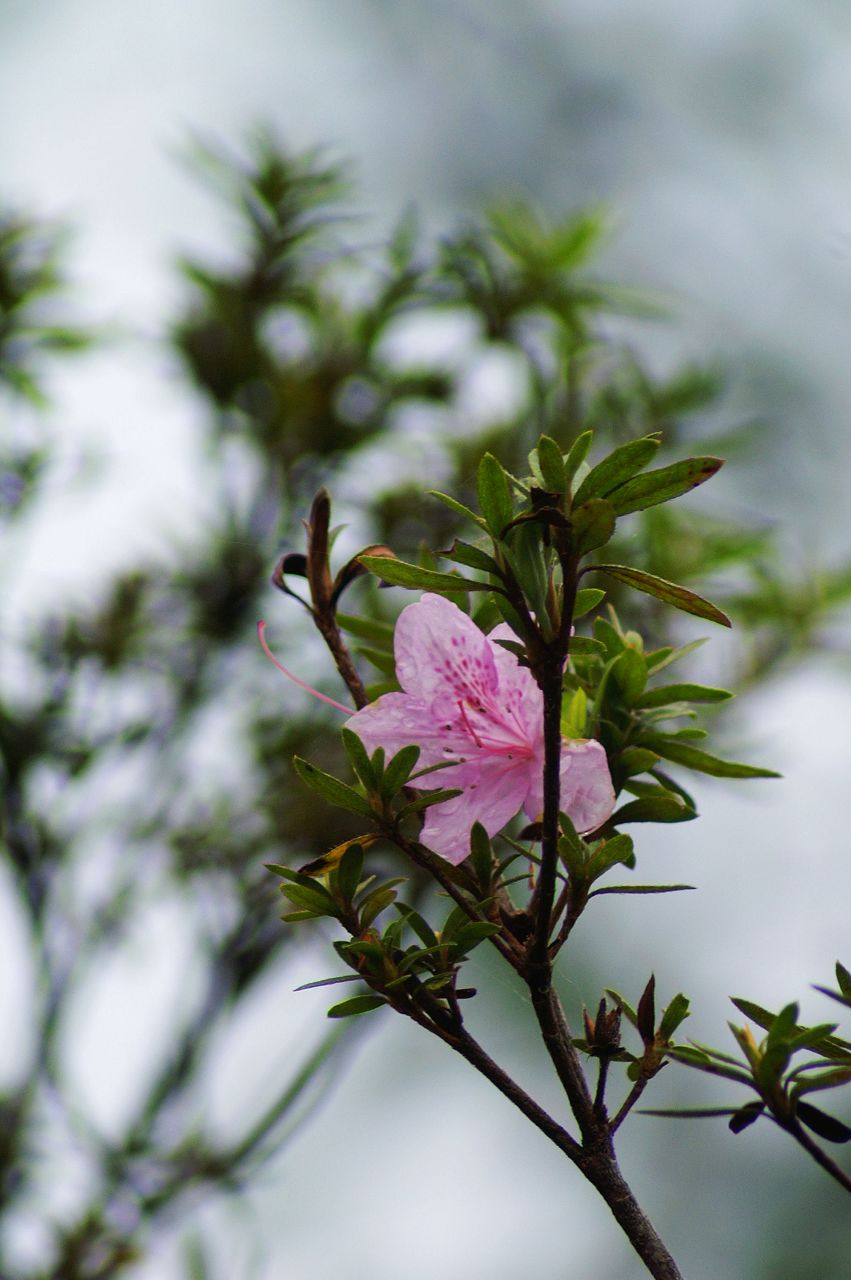
又名金平氏杜鵑的烏來杜鵑

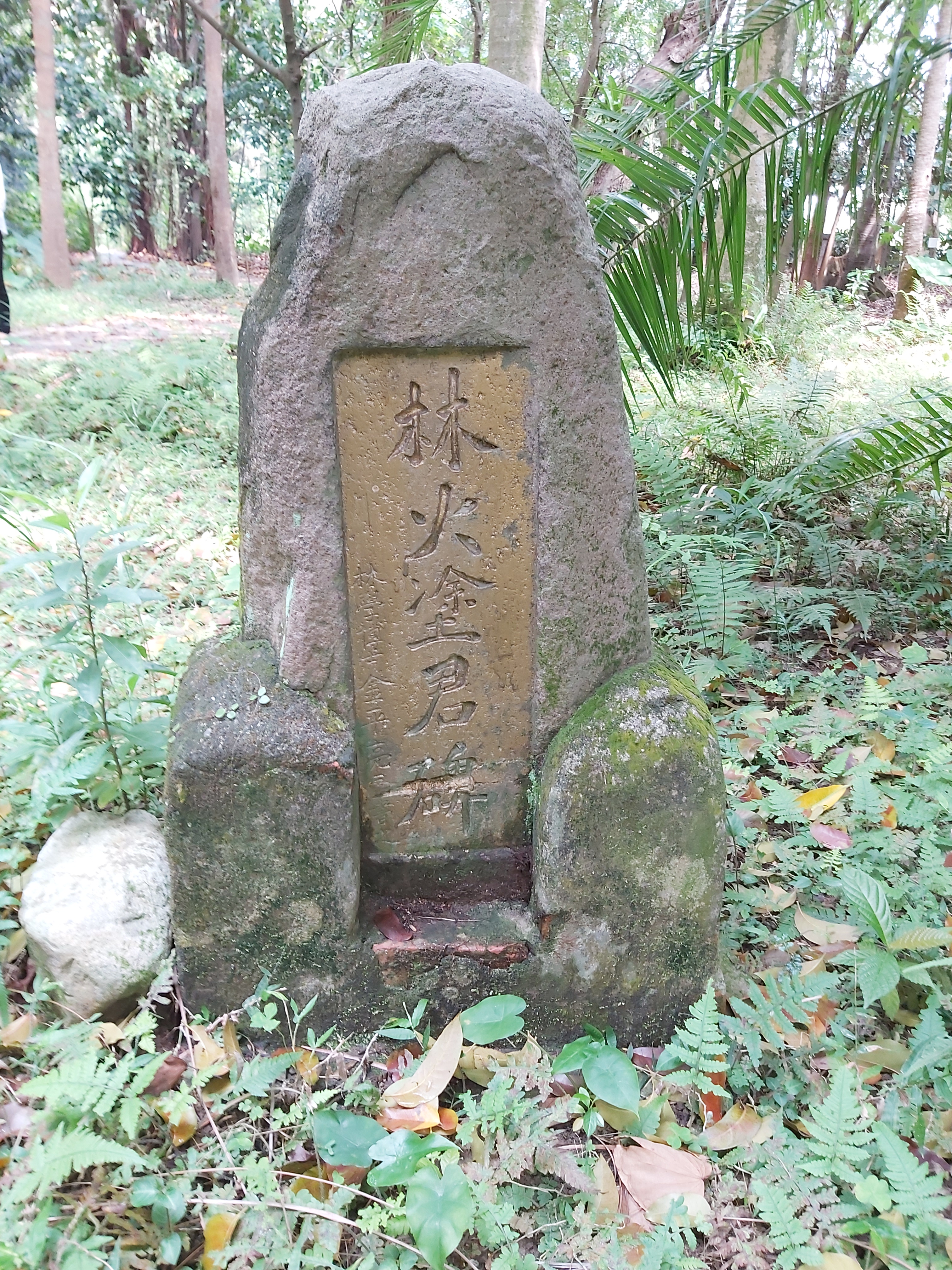
金平亮三於臺北植物園內為已故園丁林火塗設置的紀念碑

1920年代臺灣，金平亮三除行政與研究之外，亦在臺灣總督府高等農林學校擔任講師，學校改制後，以在外研究員身分擔任臺北高等農林學校講師，負責講授熱帶林業。
1923年，金平亮三在台北植物園、高雄六龜扇平工作站、嘉義公園工作站（今嘉義植物園）三處，引進原產亞馬遜熱帶雨林的單子紅豆樹。在2014年時全臺僅存一株，保留於嘉義樹木園。
金平亮三在臺廿多年間，除植物研究外，亦充實林業部之標本館（今林業試驗所臘葉標本館），此外以他為名、命名的臺灣植物也是不計其數，包括金平芒、烏來杜鵑、菱形奴草等。他還投稿《臺灣山林會報》，呼籲在臺灣建立國家公園，以保護天然環境。

### 返回日本
1927年10月4日，九州帝國大學總長大工原銀太郎函文臺灣總督府，商請金平亮三返日任教事宜。1928年3月28日總督府以「事務格別勉勵」賞與1,000圓，同年春天他返回日本。
1929年，金平亮三受南洋廳委託進行南洋林業調查。自1929年至1932年，金平每年一回出訪南洋，總計進行了四回的南洋群島植物考察。
1932年4月10日，金平亮三在林學會春季大會席上專題演講，以「臺灣森林樹木の地理的分布」為題，內容收入同年7月的《林學會雜誌》，同時以78頁的別刷單行本刊佈，本文之後則收入1936年版的《臺灣樹木誌》書中。1933年及1935年他又兩度來臺進行研究。
1936年後，日本農學會以《南洋群島植物誌》的學術成就，頒贈「日本農學賞」予時任九州帝國大學農學部教授的金平亮三；同年，東京帝大農學會亦頒予「農學會賞」。1937年，帝國學士院頒贈「日本学士院奖」。
1948年11月27日去世。

## 學術成就

### 木材利用
金平亮三針對臺灣木材進行強弱試驗，之後分別由佐佐木舜一作植物調查試驗、永山規矩雄作木材利用調查，時間橫跨林試場與林業部時期，終於在林業部時期出版成果報告。在該項試驗中，總計試作26種臺灣木材，分別進行點火難易試驗、燃燒中止試驗、燃燒時間試驗、餘燼消失時間試驗、煤烟及白烟跳爆試驗、灰分之多少試驗。結果認為最適合作火柴棒的臺灣材木是楓仔、江某，良好的為水柳，其他稍良可作之材目有水柯仔、松梧、松柏等，總計共有10種材木。

### 奎寧栽培
1912年2月，亨利·艾維斯來臺視察森林途中，將在爪哇購買的奎寧種子寄贈給佐久間左馬太總督，總督府方面乃轉給於林試場；另外當時由南洋視察歸臺的川上瀧彌亦寄贈奎寧種子，這兩批種子乃同時成為臺灣首次奎寧栽培試驗的來源。奎寧栽培試驗是金平亮三在林試場的首份研究工作。自1912年8月至1914年7月，他分別協請東京帝大農科大學學生，攜帶66棵奎寧苗株移植農科大學演習林（今臺大實驗林區）；川上瀧彌攜帶100棵移植桃園廳角板山、50棵移植新竹廳五指山、5棵南投廳桃米坑、5棵嘉義廳阿里山；山本由松攜帶10棵移植臺北廳北投。到了1916年檢視移植結果，農科大學演習林、桃園廳角板山、南投廳桃米坑皆生長良好，嘉義廳阿里山5棵則發育不良，新竹廳五指山50棵因暴風雨全枯死，臺北廳北投的苗木亦全數枯死，這些試驗結果得知海拔兩千到三千尺的區域適應良好。

### 修正華萊士線
金平亮三以樹木種類及固有種兩項準則，分析臺灣與鄰接地域的樹木地理分布關係，修正原有華萊士線的區劃線。他也比較臺灣、蘭嶼與菲律賓的種類，他發現蘭嶼的植物種類跟菲律賓植物具密切關係，反觀蘭嶼與臺灣卻是相對陌生。因此，他主張應將華萊士線從菲律賓西方再向北延伸，將臺灣與蘭嶼之間再畫出一道區劃線。

### 樹木與民俗
金平亮三也收集與臺灣樹木有關的台灣民俗文化。在他記錄全島三十餘種樹木的文章〈樹木に關する臺灣人の迷信〉中說明台灣各地人樹的迷信與生活關係，例如臺灣兒童入學時會收集松樹樹脂，供奉於學堂的孔子神像前，認為可以增進兒童的聰明和記憶；嘉義、鹿港民俗相信親手植栽榕樹的兒童，等到榕樹長成的樹幹直徑與他的頸部同寬時，則此兒童必會去世。

## 著作

### 《臺灣樹木誌》
金平亮三於臺灣總督府在職之時，為了臺灣木材的利用進行調查而採集各種樹木標本，由樹木解剖作分析，於1917年由臺灣總督府殖產局出版《臺灣樹木誌》。當時早田文藏的《臺灣植物圖譜》已出版第五卷。而其時因蕃情不穩，採集甚為困難，也造成該書插圖不完整。

### 《臺灣有用樹木誌》
1918年3月，工藤五郎依據殖產局藏版的《臺灣樹木誌》，經由金平亮三增訂，同年10月以《臺灣有用樹木誌》之名予以出版。書中的樹木各部插畫出於林學周協力手繪。1917年的《臺灣樹木誌》與1918年的《臺灣有用樹木誌》是金平亮三對臺灣森林植物初步的分類。然而，他將臺灣森林植物劃為天然林、第二期森林、草生地三類，卻是對臺灣清治時期留下來的大片森林原野進行初步的近代知識分類。

### 《臺灣樹木誌》（增補改版）
1936年的《臺灣樹木誌》標本基礎，主要來自於佐佐木舜一10餘年間在臺灣採集成標本，這些成果作成《臺灣植物目錄》與《林業館腊葉目錄》。
金平亮三約1928年完成新改版的《臺灣樹木誌》初稿，此年他回日本任教九州帝大，以至於延宕本書出版。1933年及1935年他兩度來臺，重新翻撿1928年舊稿，改廢、追加不少植物、樹種的學名。這些腊葉標本，主要得自山田金治、工藤彌九郎、永山規矩雄、藤崎早苗、島田彌市、大井次三郎、鈴木重良、中井猛之進、前川文夫等人。該本舊稿增補後，獲得林業部第二任部長關文彥的協助，在1936年2月以《臺灣樹木誌》（增補改版）為名，列為中央研究所林業部特別報告第一號。該書的插圖為精緻美麗的工筆素描，已較之前《臺灣有用樹木誌》插圖古樸簡緻的風格有所不同，主要乃速水不染、高橋精一、林業部勤務王仁禮及真隅大莊四人所繪。
《臺灣樹木誌》是以木材解剖分析臺灣樹木的分類。金平亮三以當時日人至少掌握3,658種臺灣熱寒帶植物的種類為基礎，在書中將臺灣的森林帶區分為紅樹林帶、海岸森林帶、農耕地帶、闊葉樹帶、針葉樹帶，已明顯修改《臺灣有用樹木誌》的分類。
此書還觸及植物分類學上的地理分布。金平亮三認為臺灣樹木中除了分佈廣泛的薔薇科、大戟科之外，殼斗科與樟科分佈亦相當廣泛，他發現殼斗科與樟科也是華南最發達的兩科，其分佈順次沿著中國北上經由臺灣到達日本南端，經由固有種的百分率觀察，證明臺灣樹木與中國大陸有密切關係，而在臺灣殼斗科與樟科固有種百分率相當高，其因是臺灣與中國大陸分離後，長時間所發展而來。

### 《南洋群島植物誌》
1933年，由南洋廳出版為《南洋群島植物誌》，共分三編，第一編為南洋群島的植物概說；第二編為樹木誌，採用Engler＆Prantle分類法，總共記錄南洋群島71科、347種植物，其中新紀錄者有1屬、67種；第三編為南洋群島植物總目錄，計編列137科、594屬、1082種。此書修正韋伯分佈境界線，延長至西加羅林群島，並且在西加羅林群島與東加羅林群島之間新設一條分佈境界線。

## 身後
2003年9月，台北植物園園方舉辦「名人植樹活動」，安排金平亮三、早田文藏、田代安定三位學者的後裔代表其先人在園內植樹，以紀念早期為台灣植物命名的研究學者。金平亮三的女兒森山高子偕夫婿出席，在現場看到父親當時在玉山上工作的照片而流淚，對於林業試驗所能在她父親過世九十多年後邀請她來臺植樹，表達感動不已。
六旬的森山高子也首度造訪溪頭，見到父親約九十年前在該處種下的香杉，表示感覺好像父親正在對她說話一樣。